# 克里斯托弗·胡德
克里斯托弗·胡德（1947年—）是一位英国学者，牛津大学万灵学院和布拉瓦特尼克政府學院教授，主要作品有《国家的艺术：文化、修辞与公共管理》（The Art of the State: Culture, Rhetoric and Public Management）等。